# 358e division d'infanterie
La 358e division d'infanterie (en allemand : 358. Infanterie-Division ou 358. ID) est une des divisions d'infanterie de l'armée allemande (Wehrmacht) durant la Seconde Guerre mondiale.

## Création
La 358. Infanterie-Division est formée le 10 mars 1940 à partir de Landwehr à Krakau et de l'état-major de l'Oberfeld-Kommandantur 540 à Kielce dans le Wehrkreis VIII en tant qu'élément de la 9. Welle (9e vague de mobilisation).
Elle est organisée comme une Landesschützen-Division qui est une unité d'infanterie territoriale composée de personnel âgé et utilisé pour des fonctions de garde et de la garnison. C'est l'équivalent des régiments d'infanterie territoriale française.
Après la campagne de France, elle est dissoute le 23 août 1940 sans avoir pris part à un combat.

## Organisation

### Commandants
| Date                              | Grade           | Commandant  |
| --------------------------------- | --------------- | ----------- |
| 10 mars 1940 - 1er septembre 1940 | Generalleutnant | Rudolf Pilz |

## Théâtres d'opérations
- Pologne : Mars 1940 - Juin 1940
- Belgique : Juin 1940 - Septembre 1940

## Ordres de bataille
- Infanterie-Regiment 644
- Infanterie-Regiment 645
- Infanterie-Regiment 646
- Kanonen-Batterie 358
- Aufklärungs-Schwadron 358
- Nachrichten-Kompanie 358
- Divisions-Nachschubführer 358